# タタ・ネクソン
ネクソン (NEXON)は、タタが製造販売している自動車である。

## 概要
2016年2月のデリーモーターショーにて市販モデルを初公開した